# Nieuwkerke
Nieuwkerke és un  antic municipi de Bèlgica a la província de Flandes Occidental a la regió flamenca de Bèlgica. L'1 de gener de 1977 fusionà amb Heuvelland. El 2011 tenia 1513 habitants per a una superfície de 1749 hectàrees. Es troba al marge esqutera del Leie, que hi forma la frontera am França.
El primer esment nova ecclesia («església nova») data de l'any 1080. Era una dependència de l'abadia de Zonnebeke. A l'Edat Mitjana, tenia una florent indústria del drap. Els teixidors de llana tenien les seves pròpies sales a Ieper, Anvers i Gant. Era un centre important amb una gran església, una amplia plaça major amb un mercat setmanal, un bell ajuntament i un castell.

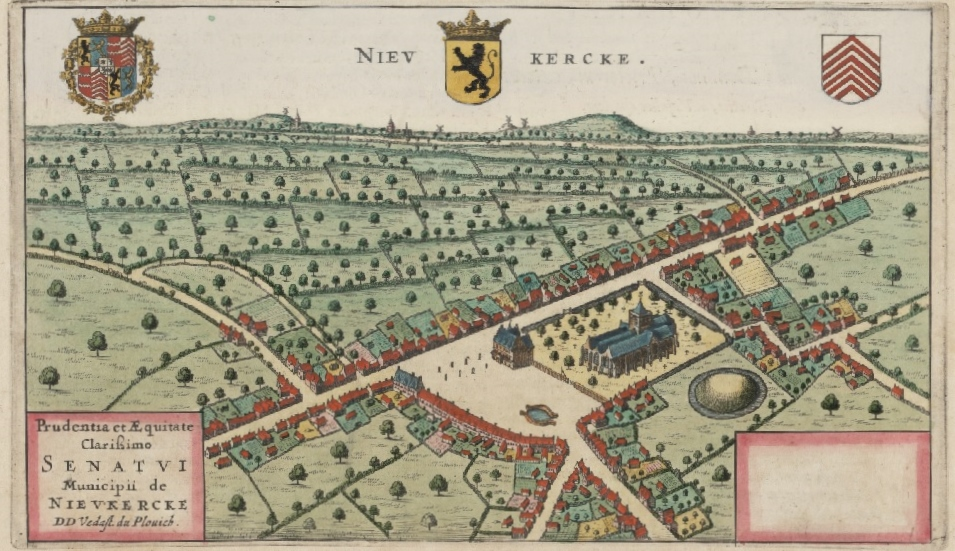
Nieuwkerke el 1641 a la Flandria Illustrata d'Antoon Sanders

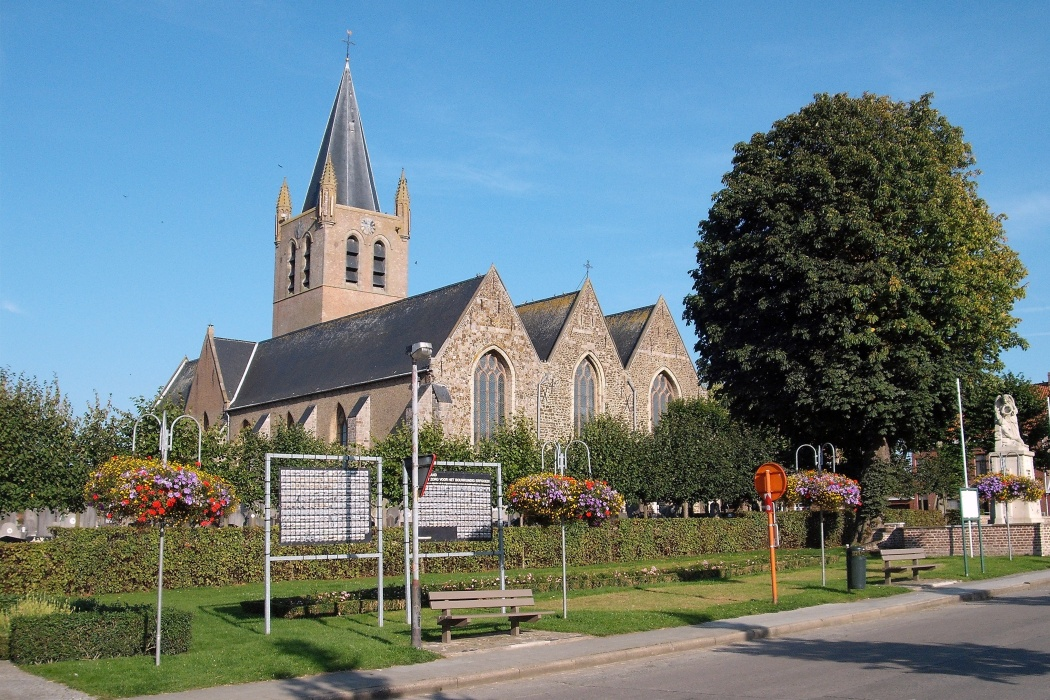
L'església de la Mare de Déu

El castell va ser destrossat per les tropes franceses el 1477. La indústria tèxtil va decaure per mor de les guerres religioses i la Guerra dels Vuitanta Anys. El 1582 un gran incendi va malmetre tot el municipi i molts teixidors van emigrar cap a Anglaterra. El 1608, quan pertanyia als Països Baixos espanyols, l'ajuntament, l'església i la «sala de draps» van ser reconstruïts. El 1647, les tropes franceses van tornar a destrossar tota la regió. Durant la Primera Guerra Mundial, altra vegada tot el poble va ser incendiat. S'hi troben quatre cementiris de soldats britànics.

## Persones
- Lucien Storme (1916-1945), ciclista
- Jacob Hessels (1506-1578), jutge nomenat per l'espanyol duc d'Alba al Tribunal dels Tumults, infamós pels seus condemnes a mort sense matisos.[2]